# Eruzione dell'Etna del 1971
L'eruzione dell'Etna del 1971 ebbe inizio in primavera e si concluse nella seconda settimana di giugno dello stesso anno. Essa si sviluppò in due fasi principali di cui una a quota 3050 metri, l'altra a 2800 metri.

## Fasi eruttive
Prima fase
Dal 5 aprile al 7 maggio si aprirono diverse bocche intorno ai 3050 metri di altitudine da una voragine dalla quale l'emissione di prodotti piroclastici formò l'attuale cono sub-terminale di Sud-est. In questa fase vennero distrutti l'osservatorio Vulcanologico e la Funivia dell'Etna.
Seconda fase
Dal 7 maggio al 12 giugno si aprirono ben 7 fessure da quota 2800 m a quota 1800 m nella valle del Leone. La colata che partì dalla quota più bassa, da Serra delle Concazze, precisamente dal vallone Serracozzo, vicino al rifugio Citelli, spinse un imponente fronte lavico fino ai margini dell'abitato di Fornazzo (Milo) e scendendo di alcuni chilometri ancora. In questa seconda fase si formò il cratere di Sud-Est.

### Dopo l'Eruzione
Dell'eruzione che raggiunse Fornazzo, da cui fu distrutta parte del bosco Cerrita, interruppe le strade Mareneve e Milo-Linguaglossa, furono bruciati campagne e campi coltivati e distrutte alcune abitazioni rurali, oggi rimane la fessura eruttiva e la colata ancora ben visibile nei pressi di Fornazzo e sulla Mareneve.

#### La grotta
Nel luogo dove si generò la colata lavica del 7 maggio, poiché non vi fu attività esplosiva, non si formò nessun cono, bensì una fessura eruttiva. La grotta, dalla particolare conformazione in frattura e proseguendo di scorrimento lavico si presenta nel primo tratto  larga circa 2-3 metri e altra dai 5 ai 7 metri, da cui due fessure sul tetto fanno entrare luce che crea particolari giochi di luce. Il secondo tratto molto basso, con la particolarità delle striature sul tetto dovute allo svuotamento del tunnel lavico. La grotta si sviluppa per 350 metri circa.